# Стара Блотниця
Стара Блотниця (пол. Stara Błotnica) — село в Польщі, у гміні Стара Блотниця Білобжезького повіту Мазовецького воєводства.
Населення — 310 осіб (2011).
У 1975-1998 роках село належало до Радомського воєводства.

## Демографія
Демографічна структура станом на 31 березня 2011 року:
|          | Загалом | Допрацездатний вік | Працездатний вік | Постпрацездатний вік |
| -------- | ------- | ------------------ | ---------------- | -------------------- |
| Чоловіки | 160     | 43                 | 100              | 17                   |
| Жінки    | 150     | 37                 | 82               | 31                   |
| Разом    | 310     | 80                 | 182              | 48                   |